# Bulbul pitbrú
El bulbul pitbrú (Pycnonotus xanthorrhous) és una espècie d'ocell de la família dels picnonòtids (Pycnonotidae). Es troba a la Xina, Myanmar, Tailàndia i Vietnam. També nidifica a Laos. Els seus hàbitats principals són els matollars humits i els d'altura tropicals i subtropicals, els matollars mediterranis, les zones riberenques, els jardins rurals i les àrees forestals fortament degradades.. El seu estat de conservació es considera de risc mínim.